# Нікітенки (Свічинський район)
Нікі́тенки (рос. Никитенки) — присілок у складі Свічинського району Кіровської області, Росія. Входить до складу Свічинського міського поселення.
Населення становить 5 осіб (2010, 6 у 2002).
Національний склад станом на 2002 рік — росіяни 100 %.